# GIRI GIRI
«GIRI GIRI» es el sencillo número 42 de Masayuki Suzuki lanzado por Epic Records Japan el 8 de junio de 2022. La canción fue utilizada como tema de apertura de la tercera temporada de la adaptación al anime del manga Kaguya-sama: Love Is War.

## Producción
Al igual que el álbum anterior, «GIRI GIRI» fue escrita y compuesta por Yoshiki Mizuno de Ikimonogakari, producida por Akimitsu Homma, y la voz invitada de Suu de SILENT SIREN. La canción fue adoptada por el anime Kaguya-sama: Love Is War como su tercer tema de apertura.